# Саша Клајн
Саша Клајн (Ешвајлер, 12. септембар 1985) је немачки скакач у воду чија специјалност су углавном синхронизовани и појединачни скокови са торња са висине од десет метара.
Клајн је започео да тренира скокове у воду као осмогодишњи дечак у клубу Нептун из Ахена у којем је остао све до 2011. године када је почео да се такмичи за скакачки клуб Дрезднер из Дрездена. Први значајни успех у каријери остварио је на европском првенству 2006. године када је освојио сребрну медаљу у синхронизованим скоковима са торња. Партнер на том такмичењу му је био Хајко Мајер. Две године касније, у Ајндховену осваја злато и синхронизованим и сребро у појединачним скоковима са торња. Исте године дебитовао је на олимпијским играма у Пекингу 2008. на којима је у пару са Патриком Хауздингом
У каријери има и пет медаља са светских првенстава, од којих је највреднија титула светског првака у синхронизованим скоковима са торња из Барселоне 2013. године.